# Afrofittonia silvestris
Espèce
Statut de conservation UICN

 VU A2c : Vulnérable
Afrofittonia silvestris ou Afrofittonia radicans est une espèce de plantes à fleurs de la famille des Acanthaceae. C'est une plante herbacée vivace et rampante qui vit dans les sous-bois des forêts tropicales. Malgré son abondance dans des régions comme Korup et autour du Mont Cameroun, cette espèce connaît une forte menace de perte de son habitat voire de disparition dans d'autres régions notamment à Bakossi, à cause de la déforestation. On la trouve aussi dans d'autres pays tels que le Nigeria et la Guinée équatoriale.

## Utilité
L'importante présence des composants flavonoïdes dans les feuilles d'Afrofittonia silvestris explique ses propriétés anti-bactériennes. On l'utilise ainsi pour traiter des infections de la peau.